# Ливе-э-Гаве
Ливе-е-Гаве (фр. Livet-et-Gavet) — коммуна во Франции, находится в регионе Рона — Альпы. Департамент коммуны — Изер. Входит в состав кантона Ле-Бур-д'Уазан. Округ коммуны — Гренобль.
Код INSEE коммуны — 38212. Население коммуны на 1999 год составляло 1365 человек. Населённый пункт находится на высоте от 366 до 2763 метров над уровнем моря. Муниципалитет расположен на расстоянии около 500 км юго-восточнее Парижа, 115 км юго-восточнее Лиона, 18 км юго-восточнее Гренобля. Мэр коммуны — M. Gilbert Dupont, мандат действует на протяжении 2008—2014 гг.
Динамика населения (INSEE):